# ジョージ高野
ジョージ高野（ジョージたかの / George Takano、1958年6月23日 - ）は、日本のプロレスラー、元大相撲力士。本名：高野 讓治（たかの じょうじ）。福岡県北九州市出身。
ザ・コブラ（The Cobra）のリングネームで覆面レスラーとしても活躍した。大相撲時代の四股名は高野（たかの）。
プロレスラーの高野拳磁は弟、全日本プロレスに短期間在籍した高野直樹は従兄弟。

## 来歴

### デビュー前
父親は岩国基地に所属していた黒人のアメリカ海兵隊員で、隊内のボクシング王者にもなっている。しかし、父親は妻子を日本に残したままアメリカに帰国。母子家庭で育ち、混血児ということもあって少年時代には差別やイジメを受けた。大相撲の大鵬部屋に15歳で入門し、1974年3月場所で初土俵を踏むが、1976年1月場所では番付外となり、そのまま廃業する。最高位は序二段34枚目。

### 新日本プロレス
大相撲廃業後、1976年8月に新日本プロレスへ入団。1977年2月10日、日本武道館の佐山聡戦でデビューし、時間切れ引き分けに終わる。プロレスラーとしてデビューする前から、特撮テレビドラマ『プロレスの星 アステカイザー』に主人公のライバル役として出演しており、菅原文太の誘いを受けて本格的に芸能界入りを目指したが、プロレスへの情熱が断ち切れず、1978年6月に再び新日本へカムバックして、10月13日の平田淳二戦で再デビューする。同時期にデビューした平田・前田日明・斎藤弘幸らと同期扱いされることもあるが、実際には佐山と同期である。
アフリカ系アメリカ人との混血という出自と抜群の運動能力、そしてハンサムな顔立ちで若手の注目選手となり、新日本プロレスの次代を担うエース候補の最右翼に挙げられた。ライバル視されていた前田とは、若手時代に35勝1敗15分けと大きく勝ち越しており、前田は「新日本プロレスの歴史上、最も素材が良く素質もあったのは間違いなくジョージ高野だった」と言う。初代タイガーマスクの「スペース・フライング・タイガー・ドロップ」の開発者は高野であり、ムーンサルト・プレスを開発し初めてリングで披露したのも高野である。当初はタイガーマスクの候補としても名前が挙がったが、新間寿によると「高野では背が高すぎてしまう」という理由で実現には至らなかったという。
1982年1月にメキシコへ遠征。2年連続で最優秀外国人選手に選定されるなど活躍した。1983年にはカナダ・カルガリーのスタンピード・レスリングに転戦、自身のヒール志向もあって、将軍KYワカマツをマネージャーに迎えて覆面レスラーのザ・コブラとして活動。ダイナマイト・キッド、ブレット・ハート、デイビーボーイ・スミスらと抗争を展開し、同じく海外武者修行中だったサニー・ツー・リバーズこと平田淳二や弟の高野俊二とも対戦した。9月2日にはブルース・ハートを破り、英連邦ヘビー級王座を獲得、タイトル初戴冠を果たしている。
1983年夏、初代タイガーマスク突然の引退によって、ジュニア戦線の後継者として凱旋帰国を促されるも一度は辞退。その後、師匠アントニオ猪木の説得により帰国を決意、11月3日の日本デビュー戦でNWA世界ジュニアヘビー級王座を獲得した。その後もザ・コブラとして、ジュニア戦線のトップとして活躍した（後述）。しかし、常にタイガーマスクと比較される宿命を負ったことに加え、猪木と同等の体格である高野がジュニアヘビー級戦士として活動するのは無理があり、1986年6月にコブラは姿を消した後、素顔のジョージ高野に戻ってヘビー級戦士として「凱旋」。凱旋試合では後楽園ホールの2階席からスポットライトを浴びて登場し、テレビ放映もされた。しかし、その後はタイトル戦線に絡むことがなく、活躍の機会には恵まれなかった。
1989年にスーパー・ストロング・マシンとタッグチームを結成し、高野自らが発案した烈風隊なるチーム名で活動。3月16日に長州力&マサ斎藤を破り、IWGPタッグ王座を獲得した。ヘビー級転向後初のタイトルであったが、7月13日に長州&飯塚孝之に敗れて陥落。その後、烈風隊は目立った活動が見られないまま自然消滅する。
1990年2月10日、東京ドームでの全日本プロレスとの対抗戦で長州とタッグを組み、天龍源一郎&2代目タイガーマスクと対戦し、真っ向からのストロングスタイルでインパクトを残すも、キャリアで8年も後輩である武藤敬司・蝶野正洋・橋本真也の闘魂三銃士をエースにする路線が確立したため、新日本プロレスでの将来に見切りをつける。

### SWS
1990年4月27日のNKホール大会でマシンvsコブラがマッチメイクされたが、高野は4月1日に新日本プロレスからSWSへ移籍する。SWSでは当時「部屋別制度」という画期的なシステムが設置され、それを元に3つの道場が設立された。高野は弟で全日本プロレスに移籍していた高野俊二（現・高野拳磁）らの主に元新日本勢と『パライストラ』を結成し、ジョージは道場主（エース）となる。旗揚げ戦のメインイベントにおけるタッグマッチでは、『REVOLUTION』の道場主で団体のエースでもある天龍源一郎からピンフォール勝ちを奪う活躍を見せた。

### NOW - PWC - FSR
1992年のSWS解散後、ケンドー・ナガサキたちとNOWを旗揚げするも、旗揚げ戦後にジョージと俊二は離脱し、2人で同年にPWCを設立。しかし、翌年にジョージは離脱。1995年に妻の実家がある北海道釧路市で、プロレスと格闘技の融合および闘魂伝承(後進の発掘と育成)を目的としたFSRを設立し、旗揚げ戦にはタイガーマスク（佐山サトル）が来場。しかしFSRは選手がジョージと若手しかいなかったことと釧路という立地条件の悪さもあり、1997年に活動を停止。その後は故郷である九州に戻り、リングから離れた。

### フリー
2001年4月18日、プロレスリングZERO-ONEの日本武道館大会で星川尚浩を相手にリングへ復帰、覆面を被りザ・コブラの名前で参戦した。体重はかつての細身の筋肉質な身体とは見違えるほどに脂肪太りしていた。それでもきっちりとムーンサルト・プレスを決めるなど、天性の身体能力の高さをうかがわせ、ゲスト解説の馳浩をはじめ、見る者を驚かせた。以後、同団体に数回参戦。同年の第1回「火祭り」にはジャスティン・マッコリーの代打として、ジョージ高野の名で覆面を被ったまま参戦。同じブロックの田中将斗と両者リングアウトで引き分けただけの2敗1分に終わった。
2002年4月24日、新日本プロレスの西日本総合展示場大会において「30周年スペシャルマッチ」として素顔で登場。SWS移籍後、初めて古巣のリングに上がり、蝶野正洋と組んで中西学&吉江豊から勝利を収めた。ジョージ高野としては、この試合を最後にリングに上がっていない。同年10月13日に東京ドームホテルで開かれた「新日本プロレス創立30周年記念パーティー」ではOBとして壇上で挨拶した。
2004年3月に別冊宝島の企画で受けたインタビュー で語った所によると、外壁の施工工事の仕事に関わっている事や、レスラーとしての活動はほとんど出来ていないが引退はしていない事、FSRは活動を休止しているが消滅はしていない事を語り、同年7月10日PWCプロモーション博多スターレーン大会では、初代タイガーマスクと組んで維新力・折原昌夫組と対戦した。
2007年10月4日放送のアメトーーク!（ANN系列）「昭和プロレス芸人」の放送の中で、現在は電柱を埋める仕事に就いていることが伝えられた。12月7日にイノキ・ゲノム・フェデレーション公式サイトで「猪木ミニ・ミュージアム」の館長に就任したことが発表されている。またNPO法人設立などを経て、2009年に福岡市にあるシステム開発会社の統括ジェネラルマネージャーに就任している。
正式にマッチメイクされたものではないが、2012年7月27日に行われた「森谷俊之さんを送る会」のバトルロイヤルにザ・コブラとして乱入している。また、2013年7月26日の「バトルエイド15」に、ザ・コブラでも本名でもない「ジョージ高野マスク」なるマスクマンとして出場。8人タッグマッチで戸井克成からギブアップを奪っている。
2018年4月20日・21日のドラディション2日間大会において、約16年ぶりにザ・コブラとしての出場を果たし、軽快な動きでファンを沸かせた。

## ザ・コブラ
ザ・コブラ（The Cobra）は、かつてジョージ高野が名乗っていた覆面レスラーのリングネーム。リングネームの由来は、メキシコ時代に出会ったルチャドール「レイ・コブラ（グスタボ・タピア）」から取ったもの。カナダのカルガリーでデビュー。ニックネームは「謎のアストロノーツ」。入場曲はエイジア「THE HEAT GOES ON」。
1983年の初夏、カナダのカルガリーでデビュー。カルガリーではダイナマイト・キッド、デイビーボーイ・スミス、ブルース、ブレットのハートファミリーらと抗争を繰り広げていた。8月13日にはビクトリア・ハビリオンで小林邦昭とタッグを組みデイビーボーイ・スミス&ブルース・ハートとの試合が45分1本勝負で行われ日本で放映され、これが『ザ・コブラ』日本初披露となった。18分2秒ノーコンテストに終わったがコブラは華麗な空中殺法を披露した。 9月2日にはブルース・ハートを破り、英連邦ヘビー級王座を獲得、タイトル初戴冠を果たしている。
その頃の日本では初代タイガーマスクがジュニア戦線で社会現象にもなるほどの一大ブームを巻き起こしていたが、1983年夏の突然の引退によって、ジュニア戦線はポッカリと穴が空いていた。コブラはその後継者として凱旋帰国を促される。当初、『ワールドプロレスリング』で日本デビュー前から正体不明の謎のマスクマンとして紹介され、NWA世界ジュニアヘビー級王座決定戦は「謎のマスクマンザ・コブラ対Ｘ(対戦者未定)」として紹介されミステリアスな雰囲気に包まれて話題を呼んだ。帰国時(一応外国人扱いだったので来日時)には成田空港でマスク姿のザ・コブラに突撃インタビューをする等、団体の期待は高かった。しかし、一部マスコミがザ・コブラ誕生の経緯を報じており、少なからず正体は知られていた。
日本デビューは、闘魂シリーズ最終戦の1983年11月3日に蔵前国技館で行われたザ・バンピート戦で、空位となっていたNWA世界ジュニアヘビー級王座が掛けられた。コブラは金地に黒の縁取り額には「忍」のマスクを覆り、白いタキシードを身につけ、白煙の中をタイガーマスクやミル・マスカラスなどの有名覆面レスラーのマスクを被った若手選手が担ぐ神輿に乗って入場し、コーナーのトップからバック宙返りでリングインした（青年時代カルガリーでコブラの空中殺法を観て憧れてプロレスラーになったオーエン・ハートが、来日時にこのバック宙リングインを真似している）。
対戦相手のデイビーボーイ・スミスは試合開始前に新日本プロレスに命じられたギミックに納得しておらず、「ザ・バンピート」なる覆面レスラーのマスクを自ら脱ぎ捨て正体を明かし、そのままコブラをリング下に投げ捨て、攻撃を加えるなどの出だしを見せた。スミスの容姿がダイナマイト・キッドに似ていたところから勘違いした会場からは「キッド」コールが起こった（実際にキッドとスミスは従兄弟であった）。田中秀和リングアナによってコールがされた後、ようやく試合が開始。しかしグラウンド戦が続くうちにスミスがコブラの技を受けようとしない行為が目立ちはじめ、さらにはコブラが仕掛けたトップロープ越しのノータッチプランチャをスミスがかわしたため、コブラは鉄柵と床へ激突し、両膝に大ダメージを受けた（この時、明らかに20カウント以上場外にいた）。両者共に決め手を欠く試合展開は長期戦となり、最後はコブラのフライングラリアットからの体固めでNWA世界ジュニアヘビー級王座を獲得したが、技の失敗もあってフィニッシュも迫力が伝わらず、結果的にこの試合は凡戦となり、初代タイガーマスクの幻影もあってコブラのデビュー戦は完全に期待外れとなってしまった。
後日のテレビ放映では、試合途中からダイジェストとなっている。またプランチャを仕掛けたところでは、スミスがかわしたところでストップし、鉄柵に衝突する場面がカットされた。またテレビでの録画中継の一部で、このデビュー戦で場内から「高野コール」が起き、必然的に正体が知られることとなった。このザ・コブラの日本デビュー戦は、2012年に放送された『ワールドプロレスリング アンソロジー』の第3回「伝説のマスクマン ザ・コブラ 秘蔵哀愁名勝負選」の中でノーカットで放送された。
帰国した12月19日にはカナダ・バンクーバーで藤波辰巳とタッグを組み60分1本勝負でデイビーボーイ・スミス&ブレット・ハートとの試合が日本で放映された８結果は22分48秒、両チームリングアウト）。翌年1984年の正月の新春黄金シリーズに2度目の来日。初代タイガーマスクが引退返上して空位になっているWWFジュニアヘビー級王座決定リーグ戦に参加、本命ダイナマイト・キッド、対抗ブラックタイガー、小林邦昭ら初代タイガーマスクのライバルと呼ばれていた3人が優勝候補に挙げられていた。参加メンバーは他にデイビーボーイ・スミス、ブレット・ハート、ベビー・フェイス、ザ・コブラ、寺西勇、高田伸彦の計9名で総当たりリーグ戦を行いピンフォール、ギブアップ勝ち＝5点、リングアウト勝ち、反則勝ち、不戦勝＝4点、あらゆる引き分け＝2点、あらゆる負け＝0点、リーグ戦の総得点上位2名による優勝決定戦というルールであった。
1月1日東京・後楽園ホールの初戦で銀色のマスクで登場し優勝候補ブラックタイガーと対戦しフライングラリアットからのフォール勝ちをすると勢いに乗り、もう一人の優勝候補小林邦昭戦では奇襲攻撃を仕掛け小林を流血させるが、両者エプロンカウントアウトの引分けで何とか凌ぐと寺西、フェイスにはピンフォール勝ちするが、ハート戦は両者リングアウトの引分けに終わる。この時点で上位は残り3戦ずつを残しスミス24点、キッド22点、コブラ19点とコブラにとって不利な状況であった。こうして迎えたリーグ戦終盤の1月27日愛知県体育館では本命キッドに大善戦しキッドが技を返され動揺したところを肩に飛び乗り、高角度前方回転エビ固めで勝利するという大番狂わせを起す。この時点で残り2戦ずつを残し元気のない小林に楽勝したスミス29点、コブラ24点、キッド22点となり油断していたキッドの肝を冷やさせる。優勝候補であったブラックタイガーは序盤戦の失点が響き、小林邦昭はスミス戦の敗北で完全に脱落した。続く北海道ではまだ若手であった高田伸彦（現：高田延彦）の善戦に遭いながらも何とか勝利し勝ち点を29に伸ばす。勝ち点27に伸ばしていたキッドだが自身のリーグ最終戦で勝たなければリーグ戦敗退濃厚な状況であった。相手は従兄弟のスミスであったが、お互いに手を抜かずスミスの善戦に遭い辛くもリングアウト勝ちを収め勝ち点31とし何とか優勝戦進出を決める。2月6日の八戸大会、勝ち点29で並んでいたコブラとスミスの対決で勝ったほうがキッドとの優勝決定戦を行うという状況下の中、あえなく両者リングアウトとなり、優勝決定戦は勝ち点31で並んだコブラ、キッド、スミスと3人の巴戦となることが決まった。
唯一人無敗で進出した2月7日東京・蔵前国技館での優勝決定戦ではコブラは青と銀のツートンカラーのニューマスクで登場し優勝戦への意気込みを感じさせた。優勝戦は先ず最初にコブラとスミスが対戦しリーグ戦同様、両者リングアウトによる引き分けに終わる。2戦目はキッドとスミスが対戦、これもリーグ戦同様、キッドが再びスミスにリングアウト勝ちした。この時点でスミスは1分け1敗となり脱落したが、コブラ戦に続き連戦でもキッドを苦しめたことにより多大な評価を得た。3戦目のコブラとキッドの対戦で優勝が決まることとなった。連戦となるキッドに対し1試合インターバルのあるコブラのほうが体力的には有利であったが、試合開始からラッシュに出る。体力的に不利なキッドが短期決戦とばかりに連続ドロップキックで反撃に出るが、徐々に体力的に有利なコブラのペースとなる。キッドが切り返しツームストンパイルドライバー、トップロープに登るとコブラが起き上がりトップロープ上のキッド目掛けてローリングソバットでキッドを場外に落とす。コブラはキッドを一旦リング内に入れ再び場外に投げ落とす。そして勝負のスペース・フライング・タイガー・ドロップ。しかし距離が足りず逆にコブラのほうがダメージを負ってしまい体力的に五分五分になってしまう。その後、一進一退の攻防となり勝利を焦ったキッドに対してコブラのジャーマン・スープレックスホールドが炸裂し、あわやという場面も見せたが最後はバックドロップからそのままのエビ固めで敗退する。2日後のシリーズ最終戦2月9日大阪府立体育会館ではリーグ戦不振に終わった小林邦昭とNWA世界ジュニアヘビー級の初防衛戦を行うが、リーグ戦のお返しとばかりに小林の奇襲攻撃を受け、完全に小林ペースで試合が進み結果は両者フェンスアウトによる引分け防衛に終わる。試合後、小林にマスク剥ぎに遭い更にベルトを強奪される。
同年夏のサマーファイトシリーズ。開幕戦からキッドと一騎打ちを行う。結果は両者リングアウトに終わったがコブラの善戦が目立った。翌週の7月5日、大阪府立体育会館ではNWA世界ジュニアヘビー級の防衛戦でも再びキッドと対戦。一進一退の攻防となったが、またも両者リングアウトに終わったものの2度目の防衛に成功した。ノンタイトル戦ではあったが、スミスとも対決しロープ越しのブレーンバスターを切り返してのジャーマン・スープレックスホールドで勝利する。青いマスクを披露した松戸大会ではヘビー級のマスクマン、エル・カネックとも対戦し高角度前方回転エビ固めで勝利する。当時カネックはメキシコで実力NO.1と言われておりウエイト的にも不利な状況だったため価値ある勝利であった。シリーズ最終戦8月2日の蔵前国技館(蔵前の国技館で行われたプロレス興行としてはこの日が最後であった。大相撲も9月場所を以って閉館、解体となった）では金・銀のニューマスクで登場し小林邦昭とNWA世界ジュニアヘビー級の防衛戦を行い好勝負を展開する。一進一退の攻防でコブラがやや押し気味であったがコブラがトップロープに上ったところを小林が肩車からの雪崩式バックドロップを放つと形勢逆転、大ピンチになった。結果は小林にブレーンバスターでフェンス外に投げ出されての反則勝ちで3度目の防衛成功と発表されたが、小林側の抗議により投げた小林も勢い余ってフェンス外に出たため両者フェンスアウトによる引分けに修正された。この後、小林は長州らとともに新日本プロを離脱したため小林との決着は着かなかった。
同年秋の闘魂シリーズの開幕戦ではペパーミントグリーンのマスクを披露。シリーズ序盤はあまり調子は良くなかったが、シリーズが進むにつれて徐々に調子を上げると、シリーズ中盤でブラックタイガー相手にNWA世界ジュニアヘビー級の防衛戦に完勝。シリーズ最終戦となる11月1日東京体育館でのNWA世界ジュニアヘビー級の防衛戦では4色カラーのニューマスクで登場し再びブラックタイガーと対戦。安定した試合運びで最後はバックの取り合いからの原爆固めでねじ伏せ連勝した。この頃にはジュニア王者として安定した実力を見せるようになる。しかし年末にはキッド、スミスが新日本を離脱しライバル不在となる。キッドの新日本離脱により同年12月28日ニューヨーク州ニューヨーク MSGにおいて空位となったWWFジュニアヘビー級王座決定戦（相手は三たびブラック・タイガー）に勝利したコブラは遂に初代タイガーマスク以来のNWAとWWFのジュニアヘビー級二冠王となる。
年が明け1985年になると台頭してきたヒロ斎藤と抗争を繰り広げる。正月の新春黄金シリーズの終盤、タッグマッチながらヒロ斎藤にピンフォールを奪われる大ハプニングがあったが、シリーズ最終戦のWWFジュニアヘビー級戦では斎藤のラフを交えたファイトに大苦戦の末、マスクを破られ反則勝ちながら防衛した。安定してきた試合内容とは裏腹にラフファイトに弱い一面を見せてしまう。斎藤は、このシリーズでの活躍で完全にコブラのライバルとなり、ハブとマングースの戦いと呼ばれるようになった。シリーズ終了後、ハワイ遠征でリッチー・マグネット相手にNWA世界ジュニアヘビー級王座の防衛戦を行うと、その後約2カ月間、ジュニアチャンピオンとして、アメリカでサーキットすることを明かす。
IWGP＆WWFチャンピオンシリーズではスーパー・ストロング・マシーンがマネージャーの若松と仲間割れを起こしマシーン軍団を離脱し軍団と藤波との抗争を繰り広げており、同じマスクマンであるスーパー・ストロング・マシーンの動向に注目を集まるようになっていく。そのためマシーンの試合は毎週のようにTV放映されるが、コブラの試合はジミー・スヌーカとの夢の対決、特別試合はおろか、タイトルマッチですらTV放映されなくなっていった。コブラはこのシリーズで宿敵ヒロ斎藤とWWFジュニア戦2連戦を行うが、ノーTVマッチとなった。
5月18日後楽園ホールでは16分11秒 オースイ・スープレックス・ホールドで防衛に成功するが、2日後の5月20日、広島県立体育館ではフェンスアウトによる反則負けでWWFジュニア王座をヒロ斎藤に明け渡す。試合後コブラは斎藤が勝手にフェンス外に飛び出したと抗議したが受け入れられなかった。翌シリーズ「バーニングスピリットインサマー」では、開幕戦6月28日、品川プリンスホテル・アイスアリーナではコブラがヒロ斉藤のWWFジュニア王座に挑戦。この試合では青い口の裂けたようなデザインのマスクを披露し完全にヒールになりきり、ゴング前から奇襲攻撃を仕掛け、斎藤に何もさせず更にコブラはオースイ・スープレックス・ホールドなど大技で追い込む。結果は一瞬の隙をついた斎藤のジャーマンの前にフォール負けを喫するも、コブラはカウントが早い、カウント2で肩を上げたと猛抗議。しかし判定は覆らず斎藤の防衛成功に終わった。納得のいかないコブラは7月19日の札幌でのWWFジュニアヘビー級選手権の斎藤対ブラックタイガーの試合後リングに上がりブラックタイガーをジャーマン・スープレックスホールドで仕留め防衛に成功した斎藤に対し英語で自ら保持するNWA世界ジュニア王座のベルトも賭けて再戦を要望、実現の運びとなる。同年7月28日大阪城ホールにてNWA世界ジュニアとWWFジュニアのダブルタイトルマッチで試合は12分24秒、斎藤のリングアウト勝ちとなるが、両者ともに納得がいかず再試合。2分26秒、コブラが逆さ押さえ込みでヒロ斉藤から3カウントを奪って勝利。NWA世界ジュニアヘビー級王座を防衛すると共にWWFジュニアヘビー級王座に返り咲き。再びジュニアヘビー級二冠王者となる。しかし、この試合もノーTVであったため熱狂的なファンには知られていたが、一般的なファンには伝わらなかった。
8月1日東京・両国国技館で全日本から越中詩郎が挑戦者として名乗りを挙げる。NWA世界ジュニアヘビー級選手権ではドン荒川相手に善戦にあったものの9分58秒、ジャーマン・スープレックスホールドで貫禄勝ちし8度目の防衛に成功したが試合後、突然にNWA世界ジュニアヘビー王座を返上した（この試合もノーTVであった）。結局、日本のデビュー戦から保持し続けたNWA世界ジュニアヘビー級王座は誰にも明け渡すことはなく、更にようやく得たライバル、ヒロ斎藤もこのシリーズを最後にスーパー・ストロング・マシーン、高野俊二と共に新日本を離脱して行った。しかし皮肉なことにマシーンが離脱したことにより再びコブラの試合がTV放映されていくようになる。
8月3日ハワイでは挑戦者決定戦を勝ち上がってきたスーパー・フライ・チュイ相手に終始、ペースを与えず完勝しWWFジュニアヘビー級王座の初防衛に成功した。バーニングスピリットインオータムでは10月4日札幌中島体育センターでフィッシュマン相手に16分51秒オースイ・スープレックスで完勝し、2度目の王座防衛に成功。シリーズ中盤ではノンタイトルながら全日本プロレスから移籍してきた越中とシングルで初対決。好勝負を演じるが決着が着かず、決着は翌シリーズ以降に持ち越しとなった。最終戦の10月31日東京体育館でドン荒川相手に13分29秒首固めで勝利し3度目の王座防衛に成功したが、新日本プロレスとWWFの提携終了によりWWFジュニアヘビー級王座を返上した。これによりコブラは無冠となり新日本プロレスにもジュニアヘビー級のタイトルは総て無くなった。それを受け、IWGPジュニアヘビー級王座が創設される。
1986年正月に開催されたニューイヤーダッシュ86でIWGPジュニアヘビー級王座決定リーグ戦が開かれる。参加メンバーはザ・コブラ、越中詩郎、ドン荒川、小杉俊二、山田恵一、ブラックタイガー、トニーセントクレアー、スコルピオ、ジョニー・マンテルの9名。総当たりリーグ戦を行いピンフォール、ギブアップ勝ち＝5点、リングアウト勝ち、反則勝ち、不戦勝＝4点、あらゆる引き分け＝2点、あらゆる負け＝0点、リーグ戦の総得点上位2名による優勝決定戦というルールで行われた。コブラは初戦で難敵ブラックタイガーに勝利し幸先の良いスタートを切るが、当時若手の山田恵一の善戦による引分け、越中にオーバーザフェンスによる反則負け等、意外に苦戦しリーグ戦は大混戦となる。最終戦の段階でトップだった越中が荒川の罠にはまり反則負けし勝ち点27で全日程終了したためコブラ26点、セントクレアー24点、ブラックタイガー23点、マンテル22点まで優勝戦進出の可能性を残した。勝てば優勝戦進出が決まるブラックタイガーはマンテルに反則負け。マンテルも反則勝ちのため4点しかプラス出来ず脱落した。この結果、越中の優勝戦進出が決まった。一方、負けなければ優勝戦進出が決まるコブラと勝ちが絶対条件のセントクレアーの対決は両者硬さが目立ち両者リングアウトの引き分けに終わった。何とか優勝戦へ駒を進めたコブラは集大成とばかりに14色を使ったマスク（スパルタン）で同年2月6日に両国国技館で越中詩郎と初代チャンピオンの座をかけて対戦。スペース・フライング・タイガー・ドロップなど大技を連発し終始押し気味に試合を進めるがトップロープからのダイブを仕掛けたところに越中の膝爆弾を喰らい15分22秒、越中のジャーマン・スープレックスホールドの前に敗北する。
1986IWGPチャンピオンシリーズでは新日本対UWFの熾烈な抗争が行われており、連日のように激戦が繰り広げられていた。ジュニアヘビー級戦線は越中詩郎VS高田伸彦の名勝負数え唄のような図式に様変わりしていて、コブラの入る隙は全く無くなっていた。前回の来日から僅か3カ月余りの間に完全に過去に取り残されてしまっていた。しかも新日本のコブラに対する扱いも今までとは違い、来日した大物外国人選手などのジョバーなどもやらされていたが、越中を破って第2代チャンピオンとなり成長した高田伸彦とIWGPジュニアヘビーのタイトル戦に同年6月17日に愛知県体育館で対戦した。しかし、結果は両者リングアウトでIWGPジュニアヘビーのタイトル獲得はならなかった（3月21日、前哨戦のシングルマッチでは、コブラが逆さ押さえ込みで高田にピンフォール勝ちしている）。高田とのタイトル戦から3日後の同年6月20日、京都府立体育館の’86IWGP追撃戦でのバトルロイヤルが最後の試合となった。このシリーズを最後に、「キング・コブラになって帰ってくる」と言い残したが、結局帰ってくることはなかった。

## 得意技
- ダイビング・ボディ・プレス
- ジャーマン・スープレックス
- オースイ・スープレックス（タイガー・スープレックス）
- ツームストン・パイルドライバー

持ち上げてすぐに落とすのが特徴。
- ドロップキック

No.1使い手の呼び声も高い。その場跳びでもダッシュ式でも、どちらも190センチの相手の頭上を行くほどの打点の高さで有名。
- フライング・ニールキック

ほとんど全ての選手が、“フライング”とは言い難い“ジャンピング”・ニールキックである中、ジョージ高野(特にコブラ時代)のそれは、正真正銘の“フライング”・ニールキックだった。
- フライング・ラリアット

ロープに振って返ってきた相手に向かって、ダッシュして繰り出す。相手の喉元に自分の腕をヒットさせると同時に、勢いで自らが斜め後方に回転する、シンプルな技を華やかに昇華させたダイナミックなオリジナル・フィニッシャー。
- スカルドロン・サンダー

ザ・コブラのオリジナル技。コーナー跳ね返り式のニーアタックまたはレッグラリアットである。コーナーに振られた際、そのままセカンドロープに跳び乗り、そこからやや体を丸めて身を翻し、（このとき自身の体は木村健悟の稲妻レッグラリアットのような角度となり、その体勢のまま）空中で相手の首や顔または胸に、自身のニーまたはスネをショットする。双方タイミングや距離感が難しく、当たり具合が不安定なため、ほとんど使われなかった。
- 高角度前方回転エビ固め（メキシカン・ローリング・クラッチ・ホールド）

相手の背後から両肩に飛び乗り、前方に回転して相手を丸め込む＝ウラカン・ラナである（相手の正面から両肩に飛び乗り、後方回転して相手を丸め込む技は、ウラカン・ラナ・インベルティダ）。スモールパッケージ・ホールドや逆さ押さえ込み、越中式のジャパニーズ・レッグロール・クラッチなども用いたが、数多くある丸め込み技の中で、特にこの技を好んで多用していた。
- スペース・フライング・タイガー・ドロップ

初代タイガーの技として有名であるが、開発したのはジョージ高野であると言われている。コブラは慌てて技を出す癖があるため、距離感がつかめず相手への当たりが弱くなってしまうことが多かった。
- ノータッチ・プランチャ

場外の相手へ、リング端からダッシュし、ムササビ・プレスのようなフォームでノータッチでトップロープを超えてボディアタックを決める。
- ムーンサルト・プレス

開発者はジョージ高野であると言われる。頻度は多くないものの、試合終盤～フィニッシュとして使用していた。
- ダイビング・ボディ・アタック

ザ・コブラ時代にコーナー跳ね返り技として多用した。コーナーに振られた際、そのままセカンドロープに跳び乗り、そこから斜め後方に大きくジャンプして身を翻し、相手に体を浴びせてそのままフォールする。同じくコーナーに振られた際、トップロープから大きくバック転の要領で相手のさらに背後に着地するという派手なスカし技（サルト・モルタル）も得意だった。
- 高速ストンピング

ダウンした相手に、15～20発連続でストンピングを浴びせる。後の小橋建太の逆水平チョップ連打（マシンガンチョップ）等にも通ずるものがある。
- アルゼンチン・バックブリーカー・ドロップ　繋ぎ技として使用。アルゼンチン・バックブリーカーにとらえたまま、自身がシットダウンすることで相手にダメージを与える。
- ドラゴン・スクリュー

藤波辰爾と武藤敬司の間の時期に使用していた。ドラゴン・スクリューからの足4の字固めという流れも既に見せていた。

## タイトル歴
- IWGPタッグ王座：1回（w / スーパー・ストロング・マシン）[8]
- NWA世界ジュニアヘビー級王座：2回[7]
- WWFジュニアヘビー級王座：2回[17]
- 英連邦ミッドヘビー級王座：2回[5]
- SWSタッグ王座：1回（w / 高野俊二）[18]

## アントニオ猪木とのエピソード
高野は師匠であるアントニオ猪木に心酔しており、「自分は猪木さんの兵隊。命も投げ出せる」と言い、自身が設立した団体FSRも、猪木の代名詞である“闘魂”(fighting spirit)を表した団体名となっている。
- ジョージが、生き別れの父の母親がアメリカにいるらしいことを猪木に相談したところ、猪木は、「ジョージ、一緒に探そう」と言ってくれたという。ジョージはそのことにいたく感動し、一生涯猪木の兵隊でいることを心に決めたという。
- 元々プロレスには興味がなかったため、初対面のアントニオ猪木に「俺が誰か分かるか？」と訊かれた際、「ストロング小林！」と答えた。
- 新間寿によると、売り出すために猪木のセコンドに付かせ、意図的にテレビに映らせたという。 その関係で、1980年頃より地方で藤波とのタッグでセミに出場、韓国などでは猪木と組んでメインに出場した。
- ザ・コブラの日本マット登場について、ジョージは「帰ってこいよって、会社の命令だよ。小鉄さんから電話があって一度は断ったんだけど、猪木さんに電話替わって『帰ってきてくれ』と。そんなの、断れないでしょ？」。
- 新間は「猪木に言ったんですよ。タイガーマスクはアニメの主人公だから人気出るけど、 ザ・コブラなんて名前じゃ人気出ないですよ。そしたら猪木が『分かってる。 ジョージは顔も体もいいから、ジョージをスターにしよう。俺に考えがある』。 ところがその後、何もなかった。猪木はジョージをどうしようとしたのか」と述べている。
- ザ・コブラの時代には膝の怪我に悩まされており、知人から「よく効く整体がある」と骨法整体を紹介されて通い始めた。このことが後の、猪木の骨法特訓（対レオン・スピンクス戦の前）や、山田恵一・船木優治らの骨法入門へと繋がっていった。
- 変則ファイターとして知られ、1990年2月10日東京ドームでの全日本プロレスとの対抗戦で、長州力がジョージをパートナーに指名した理由が、何をしでかすか分からないジョージのファイトで全日側のリズムを崩すのが目的だったという説もある。実際にジョージの試合を見たジャイアント馬場は「猪木は弟子にプロレスを教えてないのか？」とぼやいたという。
- SWSに移籍はしたものの、猪木との関係は友好だったようで[19]、2007年には猪木ミニ・ミュージアムの館長に就任し、サイン会も開かれたほか、IGFの大会には度々立会人として参加している。IGFのほかにも、2013年2月の猪木の古稀を祝うパーティーや、2017年10月のISMにおける猪木生前葬にも出席している

## 同期とのエピソード
正式には佐山聡(1975年7月入団、1957年11月生まれ)と同期であるが(高野は1976年8月入団、1958年6月生まれ)、高野は映画出演等で一度プロレスから離れており、1978年6月に復帰している。
そのため、1977年7月入団の前田日明(1959年1月生まれ)、1978年5月入団の平田淳嗣(1956年12月生まれ)と同期扱いされ、くくられて見られることが多かった。このほかに、入団や年齢が近く対戦も多かったレスラーには、ヒロ斎藤(1978年2月入団、1961年5月生まれ)や越中詩郎(1978年7月全日本プロレス入団、1958年9月生まれ)らがいる。
特に前田日明、平田淳嗣とは合宿所で共同生活をしていたことから様々なエピソードがあり、仲の良さがうかがわれ、またそれぞれの見た目やキャラクター、ファイトスタイル等の個性の違いから、良きライバルでもあり、将来の新日本プロレスを背負う存在として期待され、元祖闘魂三銃士とも言える3人であった。
結果的には、前田日明が抜けて世代としての厚みが1枚薄くなったことで、藤波・長州世代と橋本・武藤・蝶野の闘魂三銃士世代との間で高野・平田の世代は置き去りにされ、年齢的にもキャリア的にも伸び盛り～全盛期であるにもかかわらず、便利屋や引き立て役的な役回りを任されることとなり、このことが高野のSWS移籍にも繋がっていく。

### 佐山聡
- 猪木VSアリ戦の際、会場の日本武道館に爆弾が仕掛けられるとの噂を受け、佐山と泊まり込みで武道館を探査・警備した。

### 前田日明
- 若手時代には前田に35勝1敗15分と大きく勝ち越している。前田は「新日本プロレスの歴史上、最も素材が良く素質もあったのは間違いなくジョージ高野だね」と断言している。
- 前田「俺らが必死に120キロのベンチプレスを挙げたら、ジョージが軽々と145キロを挙げるので、マジかよ!?と驚いた。ドロップキックも上から突き刺して来るからキツかった。どうすればジョージに勝てるんだと考えていたから。新日本の失敗はジョージをちゃんと育成しなかったことかな」[20]
- 風呂あがりに、鍛えた肉体を鏡の前で誇示していた。
- 肉体美だけでなく、男性自身も大きいことで知られる。前田日明から羨望の目差しで「長さを計らせろ」と言われ拒否したところ、夜中に前田ら合宿所の仲間に寝込みを襲われパンツを脱がされて長さを計られた。このとき測ったサイズについて、ウッチャンナンチャンのオールナイト・ニッポン内で、「手を広げたときの親指から小指までの大きさとほぼ一致した」と前田本人が話し、 南原清隆が「今CM中に前田選手の手を測ったら、 26cmでした」と明かした。また、合宿所の仲間と多摩川で花火をした際には前田にパンツの中に花火を入れられるなど強く憧れの対象とされていた。
- ドン荒川と藤原喜明が、「合宿所にアメリカ兵の幽霊が出る」という話を前田にし、散々怖がらせておいて、ハーフであるジョージに軍服を着せて前田の枕元に立たせたという。
- ジョージと前田を“ハンサム・ツインタワーズ”として売り出そうという案があった。
- 前田「入場時に股間にタッチしてくるファンが一番イヤだったね。ある大事な試合の入場時に、若い野郎に撫ぜるように触られて、試合開始から暫くは満足に動けなかった。ジョージなんか、俺の何倍も入場時に股間タッチされてるのに、なんで平気なのか不思議だよ。俺みたいに、その場で本気で怒らないから、ファンにナメられてるような気がするな」
- 端正な顔立ちだが、鼻骨がない。若手時代に前田日明にキックで砕かれて、骨を抜いてしまったからである。昔の新日本の激しさを象徴する逸話となっており、押すとグニャグニャしているためインタビューなどで記者を驚かせる。
- 前田「ジョージがトップロープを飛び越えてリングインするから、俺もやってやろうとしたら、足が引っ掛かって顔から落ちて対戦相手とレフリーに笑われた」（実際に前田が実行したのは、高野のとは違い「中抜き」と呼ばれる、トップロープとセカンドロープの間から飛び込むタイプのもの）。

### 平田淳嗣（スーパー・ストロング・マシン）
- 若手時代は泥酔して朝帰りした平田淳嗣が、トイレに間に合わず合宿所の廊下に脱糞してしまい、その糞便を起床してきたジョージが裸足で踏ん付けてしまった。大きな糞便の上のでっかい足型を見た前田が、「ジョージ、女の子にモテても、ウンコっ垂れじゃアカンやないか」とからかうと、横から平田が、「すまん、俺だ」と謝った。尚、その平田の糞便を処理したのは小杉俊二である。
- スーパー・ストロング・マシンとのタッグチーム名を『烈風隊』という弱そうにも思える名前にしてしまい、マシンは「ジョージは（頭の中身も）ハーフだから…」と頭を抱えた。
- マシンとの抗争では、マシンがTV中継の煽りインタビューで「俺はアイツみたいに、自分からマスクを脱ぐような恥ずかしいマネはしない」と発言し、アナウンサーから、「それは、ジョージ選手が、かつてマスクマンだったということですか？（ザ・コブラの正体は、あくまで公には不明であるという設定）」と問われ、マシンは言葉に詰まり、開き直ったかのように、「…そうだよ？ 悪いかい？」と答えた。このやりとりは、2007年10月4日放送の『アメトーーク!』（ANN系列）『昭和プロレス芸人』の中で、珍場面として採り上げられた。なお、このやりとりの前後数年の間にマシンは2度、自らマスクを脱いでいる。さらにマシンのそれはどちらも、“リング上で”という離れ業だった。ちなみにコブラは（マスクを脱ぎたいという希望はしていたかもしれないが）、公式的には自らマスクを脱いではいない。
- マシンは、実現しなかった1990年4月27日のNKホール大会におけるマシンvsコブラについて、「俺を超えていくチャンスだったのに」と述べており、試合はコブラの勝ちブックであったのではと推測される。
- 若手時代の合宿所では、前田日明と「将来の夢」を語り合ったという。それぞれ、『トンパチ』『宇宙人』と称されていた2人が、どんな夢を語り合っていたのかは定かではない。
- 前田とは、アントニオ猪木の古稀（70歳）記念興行にて、前田が新日本を解雇されて以来、公の場では実に26年ぶりとなる再会を果たした。

### 越中詩郎
- 地方興行の合間に休日があり、海が近い場所だったため、ジョージは釣りをすべく魚屋で2万円分ものエビを買ってきた。同室だった越中は、エビをすり身にするのを手伝ったがそこで飽きてしまい、釣り本番にはジョージ一人で出かけていった。帰ってきたジョージに、「どうだった？」と尋ねると、「全然ダメだった」との返答。「えぇっ？」と越中が驚くと、ジョージはエビのすり身を撒き餌に使ったが、本エサの方にはミミズを使ったという。越中のブログに掲載された思い出エピソードだが、越中は、「そりゃ釣れないってモンだろ！」と締めている。

## その他のエピソード
- メキシコでアンドレ・ザ・ジャイアントらを差し置いて、2年連続で外国人最優秀選手賞を受賞。
- 新倉「新日本の厳しい練習も平気な顔をしてこなしてたし、高度な受身も簡単に取っていた。彼は物凄かったよね」
- 新幹線の中でもコブラのマスクを被っており、周囲は「さすがプロだよね。少しでも顔を売ろうとしているんだな」と感心した。しかし、会場入りして客が多くいる売店付近を素顔で堂々と歩いていた。
- 飛行機が苦手である。その理由が「鉄の塊が飛ぶわけないんだよね」とのこと。尚、ジョージの妻はJALの国際線キャビンアテンダントであった。
- タッグリーグ戦に木村健悟と組んでエントリーした際、アントニオ猪木はこのチームとの対戦を非常に嫌がった。また高野のツームストーン・パイルドライバーで猪木は数日間首を痛めたことが、田中秀和の旅日記で紹介されている。
- 鈴木みのるは「トラックとかダンプカーの凄くデッカいタイヤがあるよね。昔はそのタイヤにロープをくくり付けて引っ張って、道場の前を何往復も走るっていう『巨人の星』みたいなトレーニングがあってさ。要は『タイヤ引き』っていう。道場でスクワットを何百回もやった後に、そのタイヤ引きをやると皆んなやっと引きずりながら走るような感じなのに、ジョージさんがやるとタイヤが跳ねるんだよ。バンバン走るからそれぐらい脚力が凄かったね」「それでね、馳（浩）さんがオリンピック上がりでプロレス入りしたのがその頃なんだけど、相撲大会やったらジョージさん、馳さんに勝ったんだよ。それで『強ぇんだなぁ〜！』って思ったよね」
- 1989年、川崎の竹薮から1億円が発見された。その際、近隣に住んでいたジョージは蝶野と橋本を誘って1億円探索に出かけ、素顔がバレる理由でコブラのマスクを被って行った。結局お金は見付からなかったが、翌日同じ場所の竹藪から再び1億円が発見された。このとき自身も誘われていたという鈴木みのるは「ジョージさんが、まるで頭に川口浩探検隊みたいなライトを付けて何故か現れたんだけどね」「そこまで行っても見付からないのが、ジョージ高野ではあるけどもさ」と、愛情を持って述べている。
- 移動バスの中で、じっと読み入っていた本をパタンと閉じて、真顔で鈴木みのるに「いくらUWFのやつらが強いって言ったって、ミサイル撃てば勝てるだろ!」と言った。その愛読書は『ミサイルの造り方』という本だった。
- 暑い日に小さなブーメランパンツ一丁でランニングに出掛けてしまい、そのまま道場裏のコンビニエンスストアに、ブーメランパンツ一丁の姿で立ち読みをして涼んでいた。
- メガネスーパーの田中八郎社長は、後のインタビューで「（数億円掛けて道場を建設したが）SWSの選手は全く練習をしなかった。それなら私の方で一から練習メニューを考えたんです。それでも選手は来なかった」と話す一方で「ただ1人、ジョージ選手だけは毎日道場に来て熱心に練習してましたから、あれは凄かったですね」と高く評価している。
- アントニオ猪木の古稀（70歳）記念興行に藤波辰爾・北沢幹之・グラン浜田・ドン荒川・藤原喜明・佐山聡・前田日明・スタン・ハンセンが恩讐を超えてリング上に集結した。その際に高野はリングに登場すると、被っていたコブラのマスクを脱いでは被りを繰り返し、コブラのマスクを猪木に手渡してリングを降りるという謎の行動を取った。なお若手時代からのライバル前田とは、前田が新日本を解雇されて以来26年ぶりの公の場での遭遇となった[21]。

## 俳優活動
- 1976年10月7日から1977年3月31日までNET（現：テレビ朝日）系で放送された、永井豪・石川賢原作、円谷プロダクション製作による特撮テレビドラマ『プロレスの星 アステカイザー』に数回ゲストとして出演。アントニオ猪木・佐山サトル・荒川真ら新日本プロレスの所属選手も出演した。当初主役を予定されていたが、スケジュール的に難しいという事で断念したという。最終的に主人公のライバル役という形で出演した。
- 1977年4月8日に東映系で公開された菅原文太主演のヤクザ映画『新宿酔いどれ番地 人斬り鉄』に野呂次郎役で助演クラスで出演する。監督は小平裕。共演は生田悦子・舘ひろし・にしきのあきら・成田三樹夫・八名信夫・地井武男など。
- 1987年1月27日から5月26日までTBS系列で放送された、中山美穂主演のテレビドラマ『毎度おさわがせします』第3シリーズに出演。
- 1987年7月14日から9月22日まで、TBS系列で放送された、MIE主演のテレビドラマ『恋に恋して恋きぶん』にヘビメタ男役で出演。

## その他
- シュートマッチ プロレス「因縁」対談 10番勝負（宝島社、2020年2月28日）ISBN 9784299002822　前田日明との対談収録